# 浙江海洋运动中心
29°27′19.1″N 121°58′58.0″E / 29.455306°N 121.982778°E
浙江海洋运动中心，又名宁波象山亚帆中心，是浙江省象山县的一处海洋运动训练和竞赛场所，2021年陕西全运会及2022年杭州亚运会帆船比赛场地。中心位于象山县丹东街道松兰山海域长咀头，紧靠大目湾新城，为浙江省首个具备举办水上运动国际A级比赛条件的海上运动中心。

## 历史
2018年12月开工，2021年3月底完工。杭州亚运会后，中心将作为环中国海帆船运动浙江站补给基地及世界环球帆船赛的中间补给点，并承办其他帆船赛事。